# André Kapke
André Kapke (* 24. August 1975 in Jena) ist ein deutscher Rechtsextremist. Er war einer der Hauptakteure des militanten Kameradschaftsnetzwerkes Thüringer Heimatschutz (THS). Mittlerweile war der mehrfach vorbestrafte Neonazi führendes Mitglied der Freien Kameradschaft Nationaler Widerstand Jena (NWJ) und einer der Organisatoren des europaweiten Nazitreffens Fest der Völker. Kapke war auch Mitglied der Burschenschaft Normannia Jena sowie der NPD.

## Leben
In den Jahren 1996 und 1997 tauchten in Jena Aufkleber mit dem Slogan Bratwurst statt Döner auf. Als Verantwortlich im Sinne des Presserechts (V. i. S. d. P.) wurde darauf Kapke ausgewiesen.
Mit einer Existenzgründungshilfe von 23.000 DM aus dem Thüringer Sozialministerium begründete sich im November 1997 in Erfurt unter dem Namen Neues Denken ein rechtsextremes Zeitungsprojekt. In der Redaktion arbeiteten sowohl Kapke als auch der später als V-Mann enttarnte Thomas Dienel. Das Thüringer Landesamt für Verfassungsschutz stoppte jedoch nach Medienveröffentlichungen das Projekt. Angesichts der erhobenen Rückzahlungsforderungen leiteten Dienel und Kapke ein Insolvenzverfahren ein, sodass die Rückforderungen ins Leere liefen.
Ab 2002 wohnte Kapke in Jena in Alt-Lobeda, später in Magdala und Bad Blankenburg. In Magdala soll er auch eine Baufirma betrieben haben.

## Politischer Werdegang
André Kapke ist seit Beginn der 1990er Jahre in der rechtsextremen Szene Thüringens aktiv, Mitte der Neunziger war er Mitbegründer der Kameradschaft Jena. Er pflegte besonders enge Kontakte zum ehemaligen stellvertretenden NPD-Landesvorsitzenden Ralf Wohlleben.
1996 erhielt Kapke, der zusammen mit Beate Zschäpe, Uwe Mundlos und Uwe Böhnhardt am 1. November 1996 die Gedenkstätte Buchenwald besucht hatte, vom damaligen stellvertretenden Direktor Rikola-Gunnar Lüttgenau ein Hausverbot.
1998 leitete Kapke am 10. Oktober einen unangemeldeten Aufzug von fünfzig Neonazis „gegen Linksterrorismus“ unter dem Motto: Liebe predigen, Haß schüren! Die Polizei verhinderte dabei einen Angriff auf das Haus der Evangelischen Gemeinde. Sieben Tage später am 17. Oktober hielt Kapke auf einer von der NPD angemeldeten Demonstration unter dem Motto Gegen linke Gewalt, Drogen und Polizeiwillkür eine Rede, vor demselben Haus, in der er den Jugendpfarrer Lothar König als „Schützer des linken Terrors“ bezeichnete.
Neben Thomas Gerlach (damals Kampfbund Deutscher Sozialisten) und Ralf Wohlleben (zu dieser Zeit Funktionär der NPD) gehörte André Kapke zu den Organisatoren des europaweiten, jährlich bis 2010 stattfindenden Neonazitreffens Fest der Völker. Kapke hinderte in seiner Funktion als Organisator einen Teilnehmer gewaltsam daran, den Hitlergruß zu zeigen, wofür er innerhalb der rechtsextremen Szene kritisiert wurde. Kapke lebte in dieser Zeit von Arbeitslosengeld. Er wurde führendes Mitglied der Freien Kameradschaft Nationaler Widerstand Jena (NWJ).
Nach eigenen Angaben ist Kapke „Ende der 90ziger [sic!] […] in die NPD eingetreten, [hat] diese dann nach 2 Jahren wieder verlassen, [sich] jedoch beim Beginn des Verbotsverfahrens gegen die NPD dazu entschlossen, ihr wieder beizutreten“.
2002 kaufte Kapke zusammen mit Wohlleben und dem Liedermacher Maximilian Lemke die ehemalige Gaststätte Zum Löwen in Alt-Lobeda (Jena). Anschließend wurde die Geschäftsstelle des NPD-Kreisverbandes Jena dorthin verlegt. Die Hausgemeinschaft zu den Löwen erhielt in der Öffentlichkeit die Bezeichnung Braunes Haus, in Anlehnung an die ehemalige Parteizentrale der NSDAP in München. Dort fanden zahlreiche Schulungen und Veranstaltungen statt, u. a. der Landesparteitag der NPD am 7. Dezember 2003. Nach Angaben des kurzzeitigen Partei- und Vorstandsmitgliedes der Jenaer NPD Uwe Luthardt sollen sich in den Räumen SS-Bilder und Waffenlager befunden haben. Das Haus wurde 2009 geräumt, die Polizei fand dabei ein Luftgewehr, ein Bajonett und einen Munitionsgürtel mit Platzpatronen. 2012 durchsuchte die Polizei erneut das Grundstück, da sie davon ausging, dass Waffen auf dem Grundstück eingemauert waren.

## Verdacht der NSU-Unterstützung
Kapke beteiligte sich im militanten Kameradschaftsnetzwerk Thüringer Heimatschutz (THS), vormals Anti-Antifa-Ostthüringen. Zu den Mitgliedern des THS zählten auch die mutmaßlichen Mitglieder des Nationalsozialistischen Untergrundes (NSU), Uwe Böhnhardt, Uwe Mundlos und Beate Zschäpe, die im Verdacht stehen, mehrere Morde an Migranten und einer Polizistin begangen zu haben.
Andre Kapke steht im Verdacht, mit Ralf Wohlleben Rechtsrock-Konzerte organisiert zu haben. Dabei sollen sie 4000 DM gesammelt haben, damit sich Mitglieder des NSU nach Südafrika absetzen können. Zudem war Kapke mit der Passbeschaffung für Böhnhardt, Zschäpe und Mundlos betraut. Für die leeren Pässe hatte er zwischen 1000 und 1500 Mark gezahlt, die er von einem Kontaktmann des ehemaligen V-Manns Tino Brandt bekam.
Kapkes Name tauchte auf einer Adressliste auf, die bei den Ermittlungen um den NSU die Asservatennummer 23.6.1 trägt. Sie enthält etwa 35 Adressen und Telefonnummern von Kontaktpersonen des NSU.
Im Zuge der Ermittlungen um den NSU ließ die Bundesanwaltschaft 2013 die Wohnung und das Auto von Kapke in Jena durchsuchen und beschlagnahmte ein Mobiltelefon und Unterlagen. Kapke bestritt, mit dem NSU in irgendeiner Weise Kontakt gehabt oder von dessen Existenz gewusst zu haben.
Kapke erklärte seine Anwesenheit in Eisenach am 4. November 2011, als sich dort sein Mobiltelefon in eine Funkzelle eingeloggt hatte, damit, dass er in der Nähe auf der Autobahn unterwegs gewesen sei, weil er ein Auto kaufen wollte. An diesem Tag wurden Böhnhardt und Mundlos erschossen in ihrem Wohnmobil in Eisenach aufgefunden.
Als Kapke im November 2013 als Zeuge zum NSU-Prozess vorgeladen wurde, ließ er über seinen Anwalt verlauten, dass er aufgrund eines Unfalls Erinnerungslücken hätte.

## Verurteilungen
Am 16. März 2000 bestätigte das Landgericht Gera im Berufungsverfahren ein Urteil des Amtsgerichts Jena gegen André Kapke und den mit ihm befreundeten Ralf Wohlleben wegen einer 1999 gemeinschaftlich begangenen gefährlichen Körperverletzung und Nötigung an zwei jungen Frauen. Mit knapp 20 Neonazis hielten sie die beiden Frauen stundenlang fest und versuchten sie zu zwingen, Namen und Adressen von linken Jugendlichen preiszugeben.
Ebenfalls im Jahr 2000 beschlagnahmte die Polizei bei Kapke zudem eine Schreckschusswaffe. Nach zwei Strafverfahren verurteilte ihn die Justiz zu einer Geldstrafe von 8.500 DM. Während des ersten Fests der Völker im Jahr 2005 verletzten 30 bewaffnete Neonazis vier Studenten. Ein anwesender Zivilpolizist forderte daher Kapke auf, „seine Leute zurückzupfeifen“. Da er dies jedoch „nicht ohne schuldhaftes Zögern“ tat, verurteilte ihn im April 2007 das Amtsgericht Jena zu einer Geldstrafe von 150 Euro (15 Tagessätze).
Im November 2002 griff Kapke Demonstranten, die gegen das Braune Haus demonstrierten, gemeinsam mit mehreren Neonazis an. Kapke benutzte dabei eine Eisenstange und schlug zu. Das gegen ihn eröffnete Verfahren wurde später gegen die Zahlung einer Geldauflage eingestellt.
Im Jahr 2010 durchsuchte die Polizei nach einem Vortrag von Karl-Heinz Hoffmann im sächsischen Hausdorf, an dem auch Kapke teilnahm, dessen Telefon abgehört wurde, 16 Wohnungen und Treffpunkte der rechtsextremen Szene mit dem Verdacht auf einen geplanten Sprengstoffanschlag.